# Cesny-aux-Vignes
 Cesny-aux-Vignes  es una población y comuna francesa, situada en la región de Baja Normandía, departamento de Calvados, en el distrito de Caen y cantón de Bourguébus.

## Demografía
| 177 | 156 | 159 | 321 | 335 | 297 |
| Para los censos de 1962 a 1999 la población legal corresponde a la población sin duplicidades (Fuente: INSEE [Consultar]) |     |     |     |     |     |